# Gare de Tsujidō
La gare de Tsujidō (辻堂駅, Tsujidō-eki) est une gare ferroviaire située dans la ville de Fujisawa, dans la préfecture de Kanagawa au Japon. Elle est exploitée par la JR East.

## Situation ferroviaire
La gare de Tsujidō est située au point kilométrique (PK) 54,8 de la ligne principale Tōkaidō.

## Histoire
La gare a été inaugurée le 1er décembre 1916.

## Services aux voyageurs

### Accès et accueil
La gare dispose d'un bâtiment voyageurs, avec guichet, ouvert tous les jours.

### Desserte
- Ligne principale Tōkaidō :

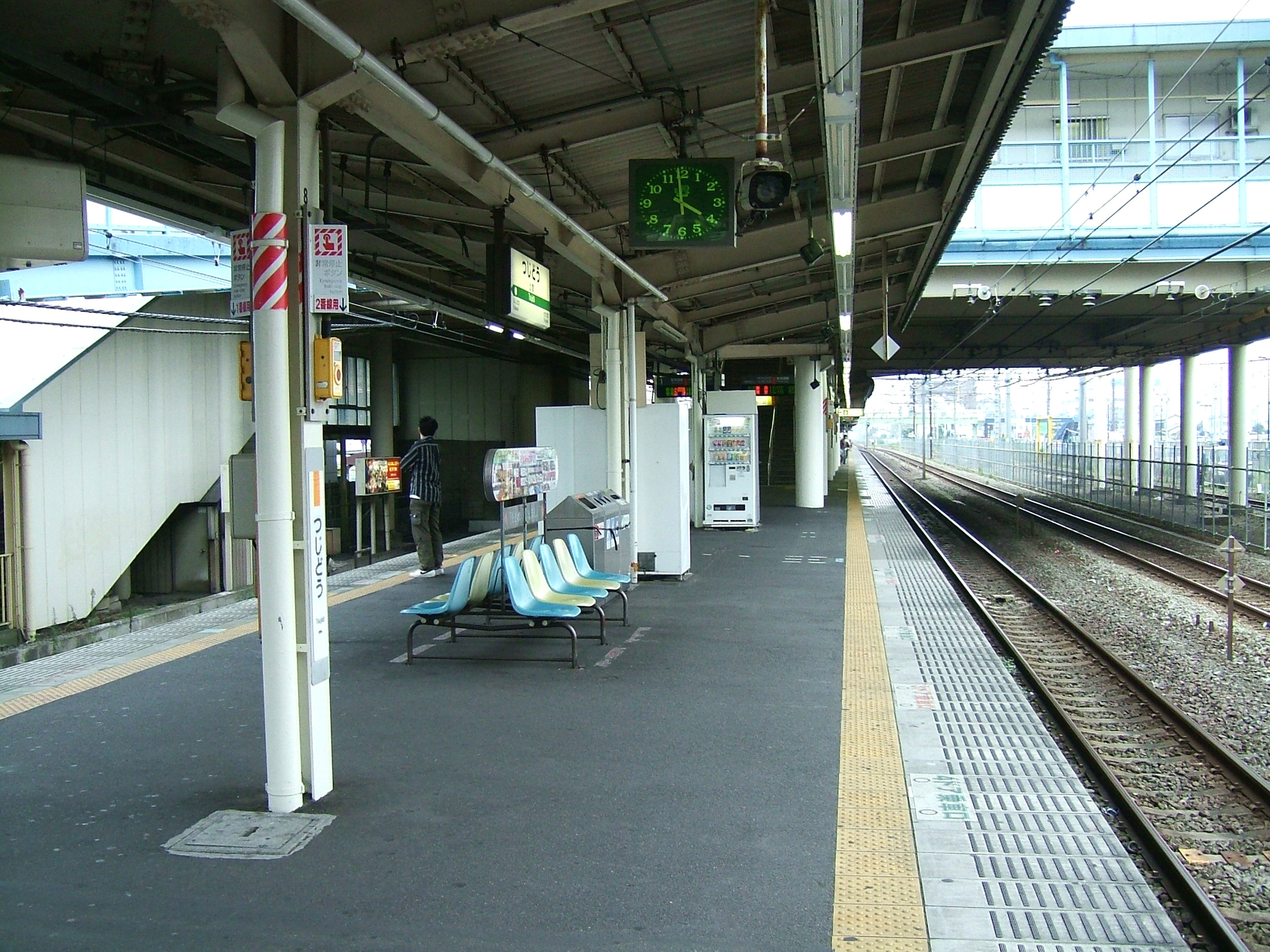
Vue des quais

  - voie 1 : direction Odawara et Atami
  - voie 2 : direction Yokohama et Tokyo
- Ligne Shōnan-Shinjuku :
  - voie 2 : direction Yokohama, Shinjuku et Ōmiya